# Perrottetia guacharana
Perrottetia guacharana är en tvåhjärtbladig växtart som beskrevs av R. Sánchez Montano, J.L. Fernández Alonso. Perrottetia guacharana ingår i släktet Perrottetia och familjen Dipentodontaceae. Inga underarter finns listade.